# NGC 3567
NGC 3567 é uma galáxia lenticular na direção da constelação de Leo. O objeto foi descoberto pelo astrônomo William Herschel em 1784, usando um telescópio refletor com abertura de 18,7 polegadas. Devido a sua moderada magnitude aparente (+13,4), é visível apenas com telescópios amadores ou com equipamentos superiores.